# Palau del Parlament de Catalunya
El Palau del Parlament de Catalunya, antigament Arsenal de la Ciutadella, és un edifici situat al Parc de la Ciutadella de Barcelona, actual seu del Parlament de Catalunya. Està catalogat com a bé cultural d'interès nacional.

## Història

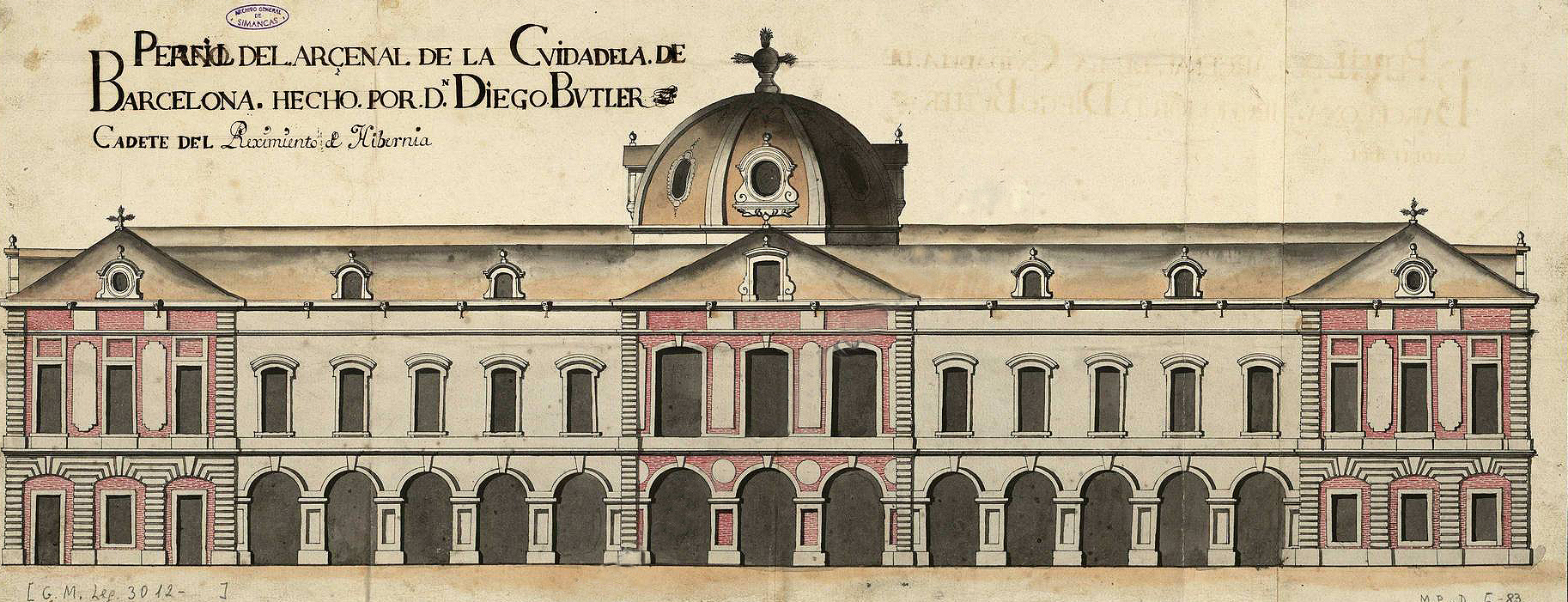
Alçat de L'arsenal el 1725

Va ser concebut com a arsenal de la fortalesa de la Ciutadella, construïda entre 1716 i 1748 segons el projecte de l'enginyer militar flamenc Joris Prosper Van Verboom. El 1869, el general Prim la va cedir a al ciutat per a parc públic, i es va enderrocar, conservant-ne, però, tres edificis; el palau del governador (actualment un institut d'educació secundària), la capella i l'arsenal, que durant un temps es va fer servir com a caserna per a la tropa.
Després de l'Exposició Universal de 1888, va ser restaurat per Pere Falqués com a residència de la família reial. Falqués va obrir tres balcons al primer pis, va decorar la façana amb esgrafiats, i va ampliar el cos central amb unes golfes, ocultant d'aquesta manera la cúpula, i hi va col·locar l'escut d'armes de la Casa de Borbó que hi havia a l'antiga porta del Socors de la Ciutadella. A l'interior, va convertir el pati central en una escala d'honor de marbre i va decorar algunes sales del primer pis amb un saló del tron, menjador i sala de festes, destacant elements ornamentals com a escuts, ferramentes, enteixinats i esgrafiats, inspirats en l'Òpera de París.
Finalment, la reina regent Maria Cristina d'Habsburg-Lorena va declinar-ne la cessió, i el 1900m la Comissió Municipal de Governació proposà de destinar-lo a Museu Municipal d'Art Decoratiu i Arqueològic. Per aquest motiu, calgué ampliar l'edifici i es van afegir dues ales laterals, inaugurades l'any 1915.
El 1927 es va condicionar l'antiga plaça d'armes de la fortalesa com a jardí, amb un disseny de Jean-Claude Nicolas Forestier. Alhesores, es va col·locar enmig de l'estany l'escultura Desconsol, de Josep Llimona (actualment hi ha una còpia, ja que l'original es troba al MNAC). Després de la proclamació de la Segona República, el 1932 es va realitzar una nova reforma, a càrrec de Santiago Marco, per a acollir el Parlament de Catalunya, convertint l'antic saló del tron en el saló de sessions, i el menjador i la sala de festes en les sales de passos perduts. Va ser aleshores quan l'escut dels Borbó va ser substituït pel de Catalunya.
Després de la Guerra Civil espanyola, l'edifici es va convertir en caserna i es va canviar de nou l'escut de Catalunya pel de Borbó, fins que el 1945 es va destinar a Museu d'Art Modern de Catalunya. Amb l'arribada de la democràcia, l'edifici va ser rehabilitat com a seu del Parlament, i la primera sessió s'hi va celebrar el 10 d'abril del 1980. El 2004, arran del trasllat del Museu d'Art Modern (actual MNAC) al Palau Nacional de Montjuïc, l'edifici va ser destinat per complet a la seva funció parlamentària.
L'11 de setembre del 2012, amb motiu de la Diada Nacional de Catalunya, i com ja havia fet el President Macià vuitanta anys enrere, es col·locà de nou a la façana principal el senyal de la Generalitat de Catalunya sobre l'escut de les armes de Felip V.

## Descripció
Es tracta d'un edifici exempt, de planta baixa, un pis i golfes, format per dues naus disposades en creu amb una cúpula al centre i quatre patis entre els braços de la creu. A banda i banda d'aquest cos central hi ha dues ales laterals formats per un cos endarrerit amb un jardí davant i un altre cos, a continuació, que arriba fins al pla de la façana principal. Els materials són pedra de Montjuïc i rajola vermella.
La façana principal té el cos central i els extrems una mica avançats. A la planta baixa s'obre una galeria d'arcs de mig sobre pilars amb capitell llis i amb la clau de volta decorada amb una mènsula que aguanta la motllura que separa aquest nivell del superior. La galeria està coberta amb arcs d'aresta separats per arcs de mig punt que arrenquen de pilastres amb capitell llis. El parament a la planta baixa és de carreus llisos excepte en el cos centrals que està pintat de granat, excepte l'emmarcament de les obertures. En els extrems la galeria s'ha substituït per tres finestres d'arc rebaixat, la central cega, i el parament és de carreus encoixinats que formen línies horitzontals. Al primer pis, al cos central, s'obren tres grans portes d'arc rebaixat i la central dona a un balcó amb la barana de ferro forjat i la llosana de pedra motllurada; el parament torna a estar pintat de granat. En els extrems es repeteix el mateix esquema però les obertures i el balcó són més petits. A la resta de la façana s'obren finestres, seguint un ritme regular, d'arc rebaixat emmarcades per carreus i amb un petit guardapols sense decoració a la part superior. El parament està decorat amb esgrafiats de gerros i garlandes. Corona l'edifici la teulada d'on sobresurten finestres d'arc de mig punt que s'obren a les golfes. El cos central té un pis més separat de l'inferior per un fris on hi ha escrit PARLAMENT DE CATALUNYA entre mènsules. En aquest pis hi ha un gran relleu amb l'escut de Catalunya al centre i dues finestres de forma ovalada a banda i banda. aquest cos està coronat per una cornisa de gran voladís recolzada sobre mènsules sobre la qual hi ha un petit cos amb un ull de bou al centre i acabat amb un frontó semicircular.
Els dos cossos laterals són de planta rectangular, fets amb maó excepte el sòcol i les pilastres dòriques que decoren el parament a un ritme regular. La part superior del mur està decorat amb bustos d'artistes catalans i de persones relacionades amb la història de l'art català. Aquests cossos es coronen amb un fris i una cornisa sobre la qual es recolzen boles de pedra sobre pedestals, que es fan coincidir amb les pilastres. A l'interior, les naus a la planta baixa estan cobertes amb volta de canó rebaixada amb llunetes. Un dels patis, durant la reforma de 1889, es va cobrir i en aquest espai es va fer una escala monumental de marbre amb barana de balustres. La claraboia està coberta amb un gran vitrall on es combina el ferro i el vidre per crear una gran creu grega al centre; en els plafons que envolten la creu es pot veure la silueta de peixos, un petit homenatge de Falqués als antics habitants del barri de la Ribera, que eren pescadors.
El Saló de Sessions, que en origen havia de ser la sala del tron, està ricament decorat amb grans columnes de marbre amb capitell jònic de bronze, sobre pedestals, que aguanten un entaulament llis sobre el qual s'obren finestres decorades amb vitralls i grans mènsules aguanten el sostre de fusta. La sala està il·luminada per tres grans llums d'aranya. En un costat de la sala se situa la mesa del parlament, just davant del faristol des d'on parlen els diputats i, a continuació, els bancs on seuen els diputats que tenen forma semicircular amb un passadís al centre. Al fons de la sala hi ha els bancs per la premsa i públic i, a banda i banda, dues tribunes pels convidats. Tot aquest mobiliari pràcticament tapa tota la part baixa de la sala, on hi ha els sòcols de les columnes. Un altre espai important són les sales dels passos perduts, dues sales rectangulars cobertes amb volta de canó unides pel creuer central de l'edifici, una sala de planta octogonal coberta amb cúpula que a la part interior té una claraboia de fusta i vidre. Una de les sales dels passos perduts és el Saló Rosa que rep el seu nom per la decoració de pilars de marbre rosa que tenen davant, sobre pedestals també de marbre rosa, columnes de marbre verd amb el capitell i la base de ferro decorat amb bronze. L'altre és el Saló Gris decorat amb pilars de marbre gris.
La sala octogonal també comunica amb el vestíbul honor que es coneix com el Saló dels Canelobres, pels vuit grans canelobres que el decoren. Aquesta sala està coberta amb volta de canó decorada amb cassetons pintats amb la tècnica de trompe-l'oeil i figures al·legòriques femenines en grisalla.

## Galeria d'imatges

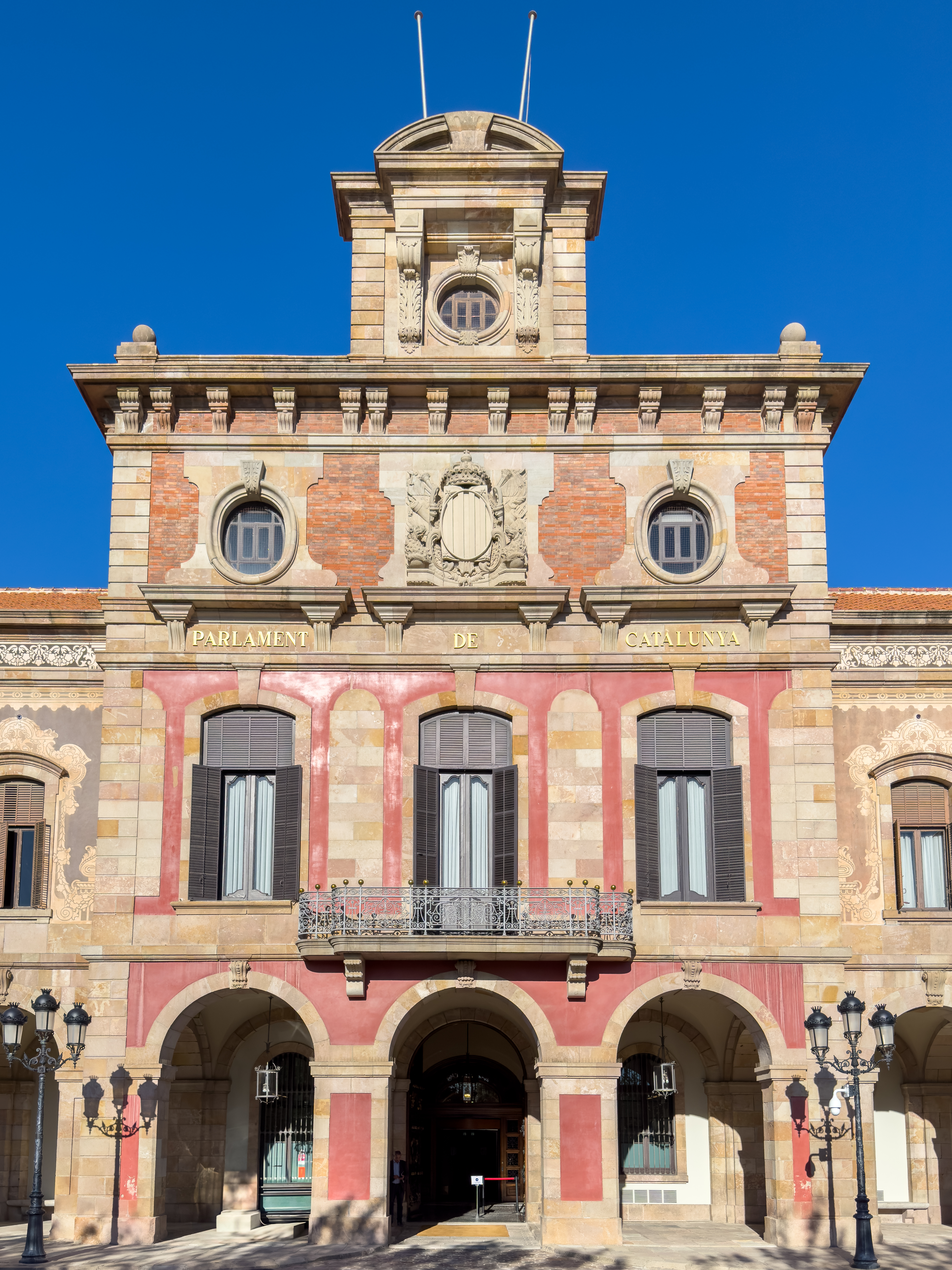
Façana
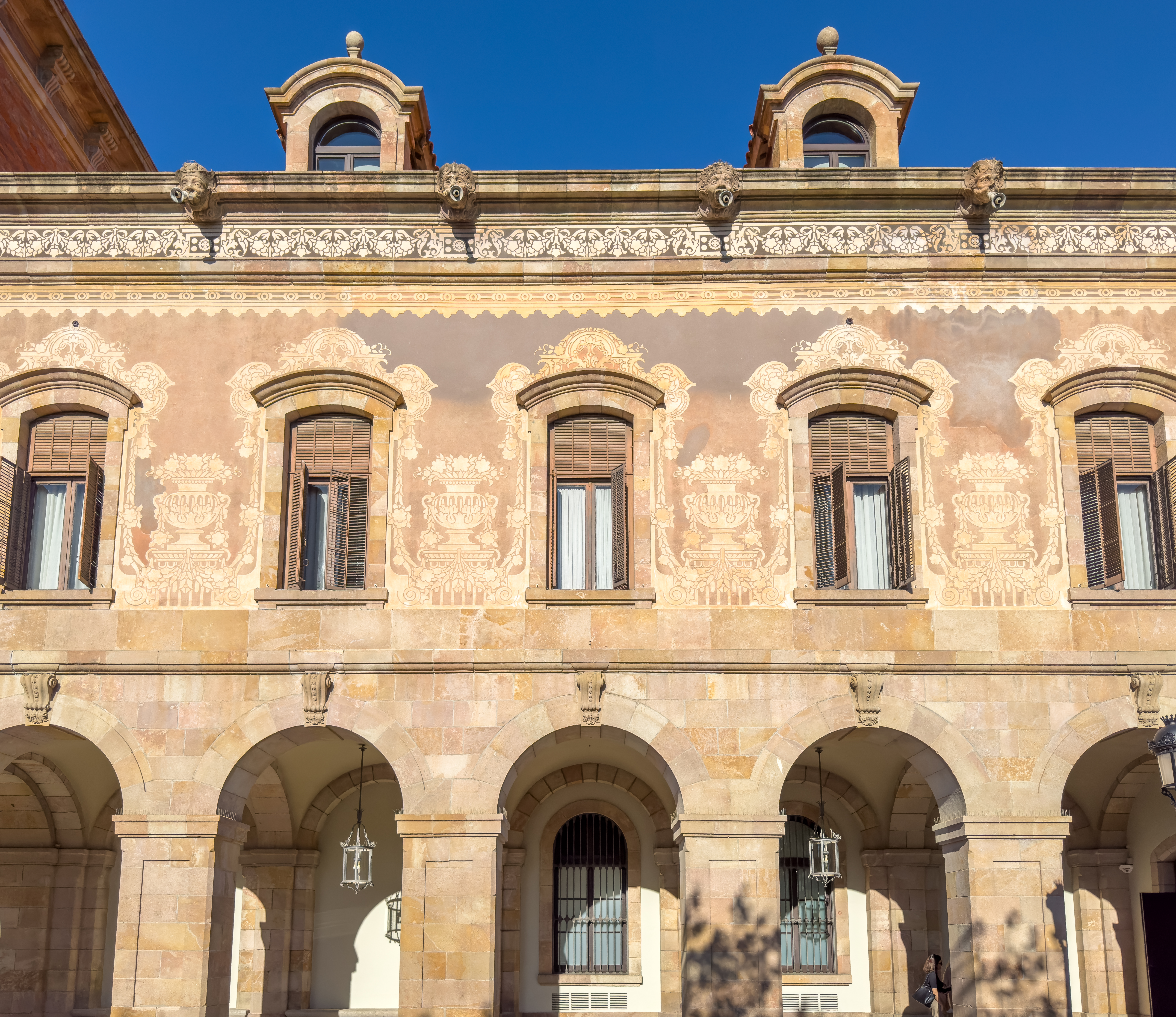
Façana
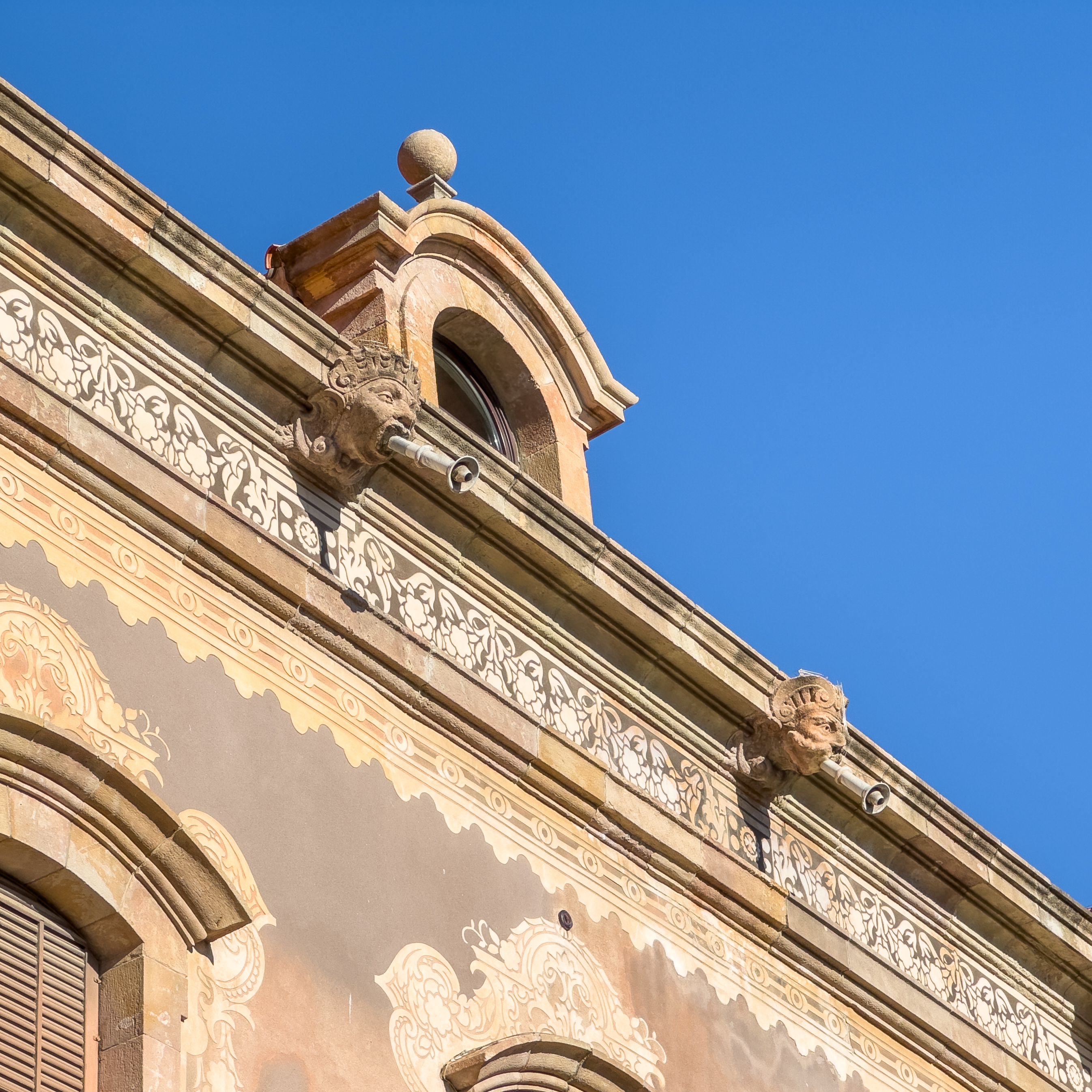
Façana
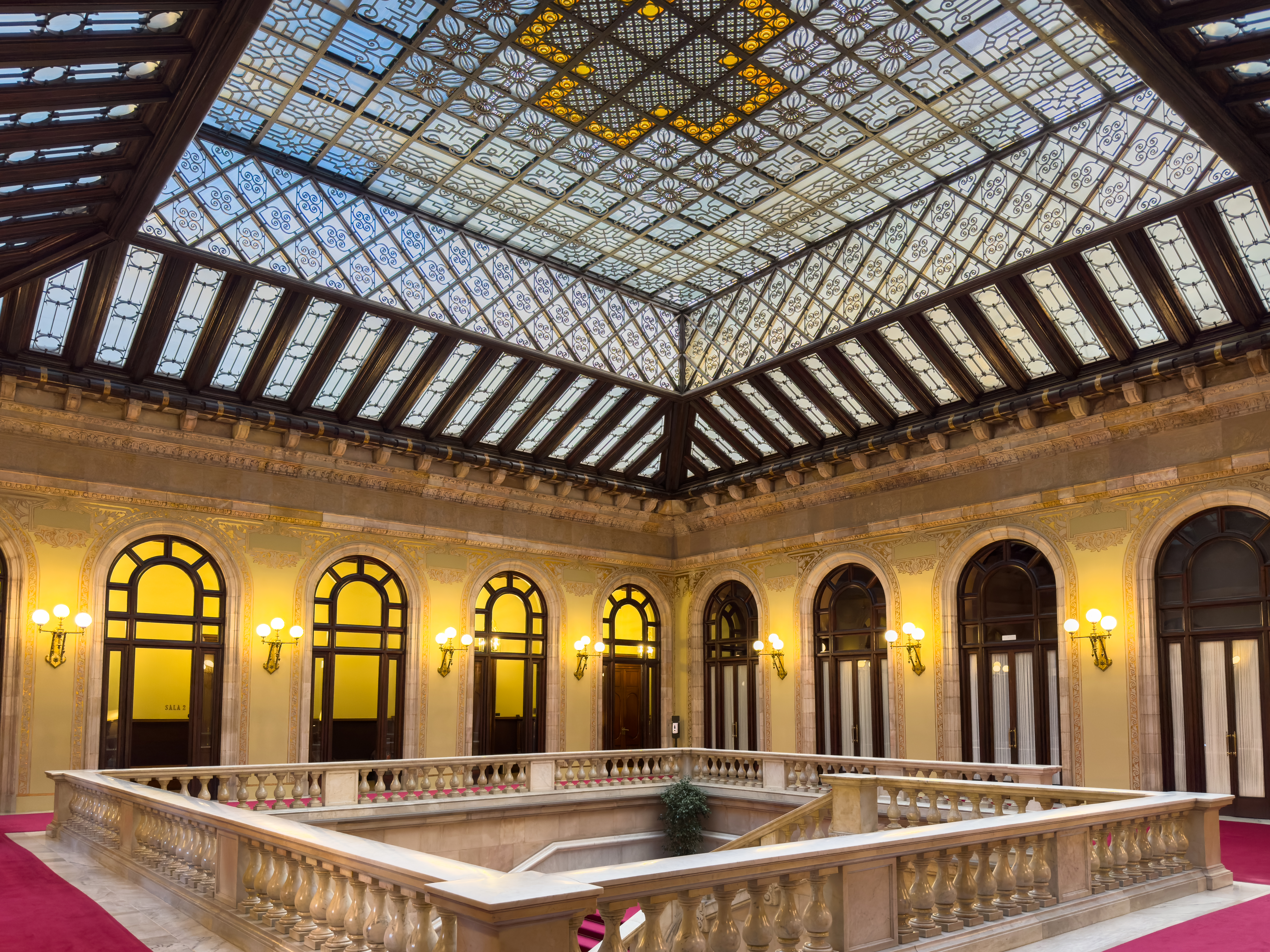
Interior
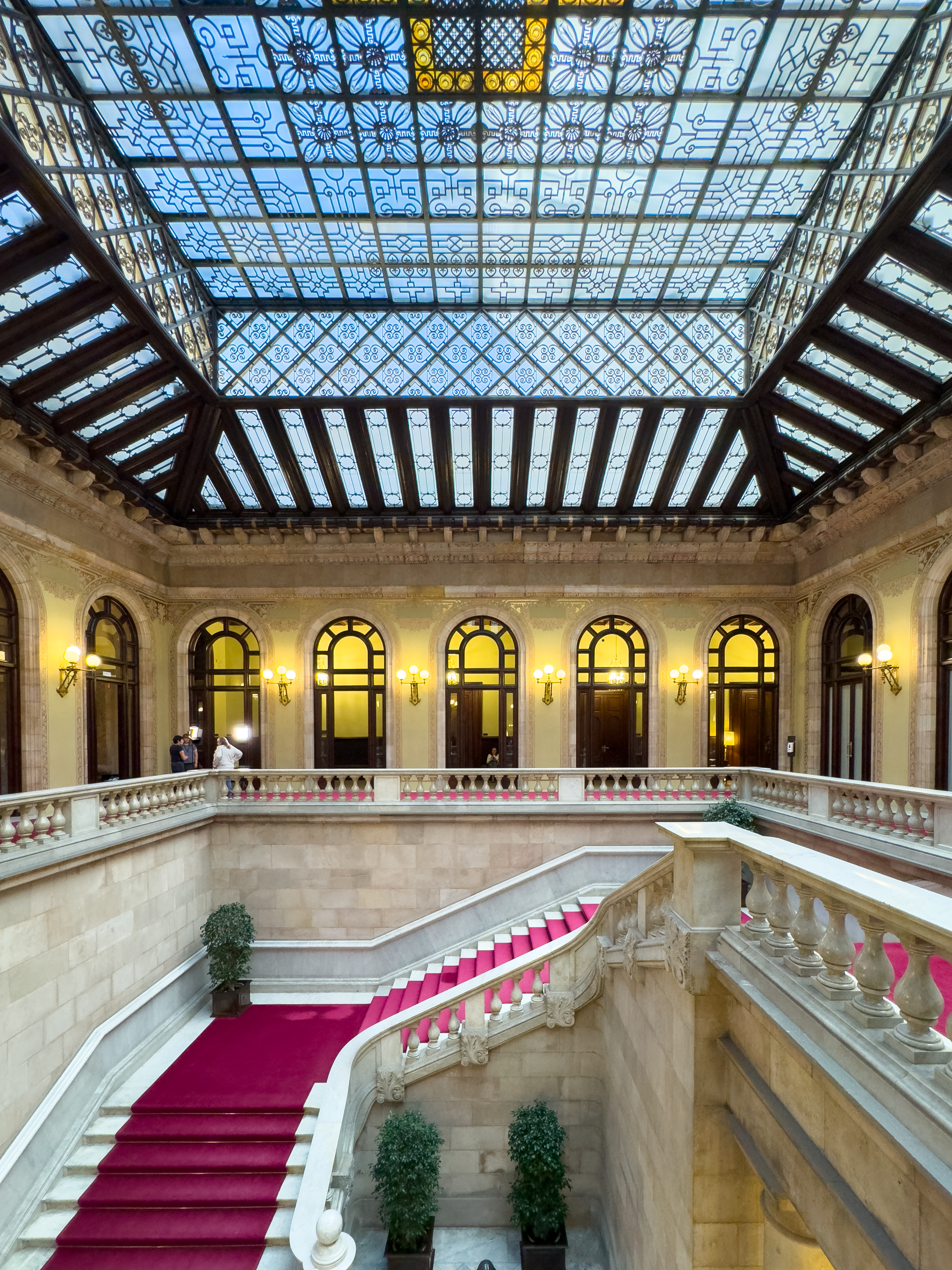
Interior
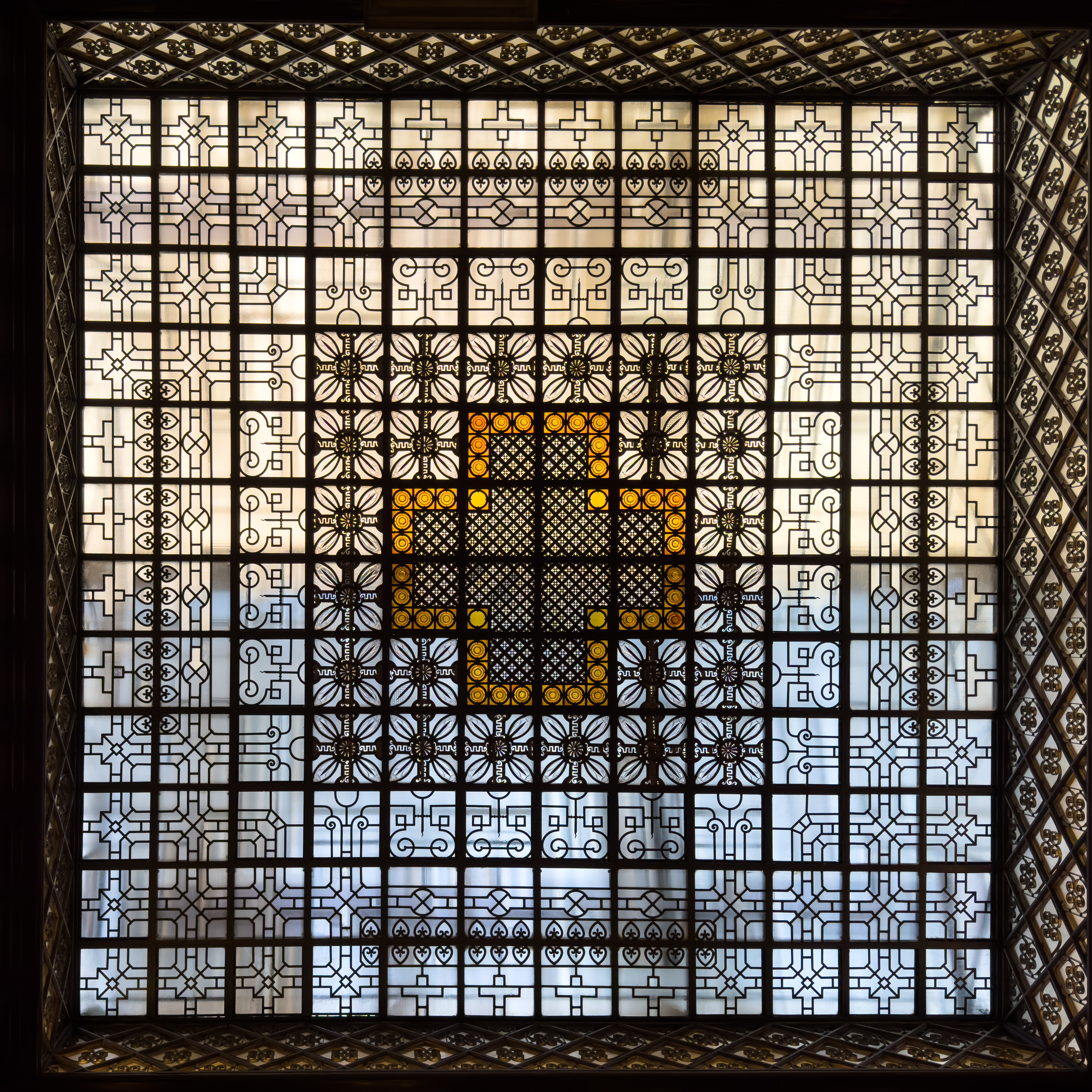
Interior
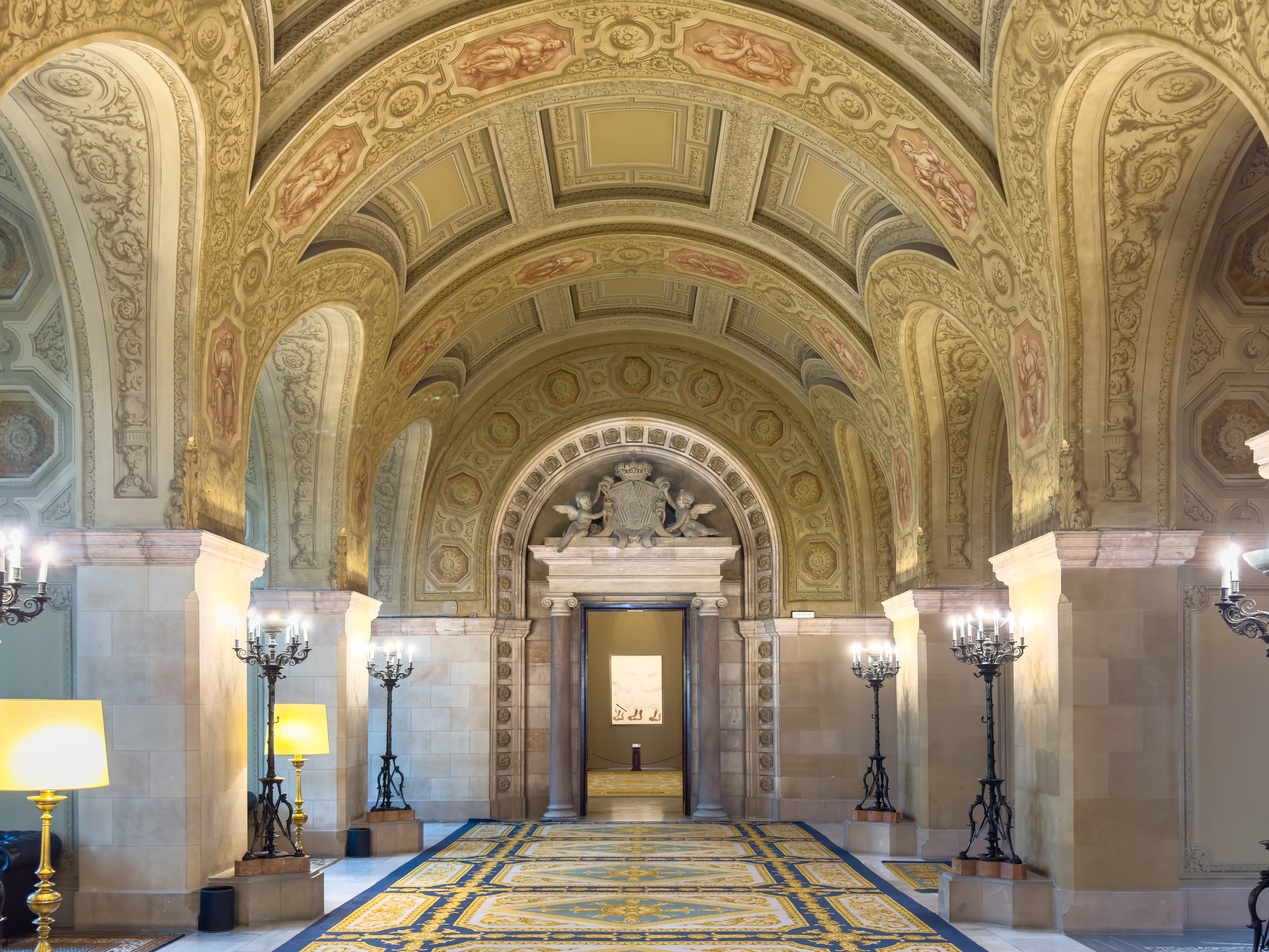
Saló dels Canelobres
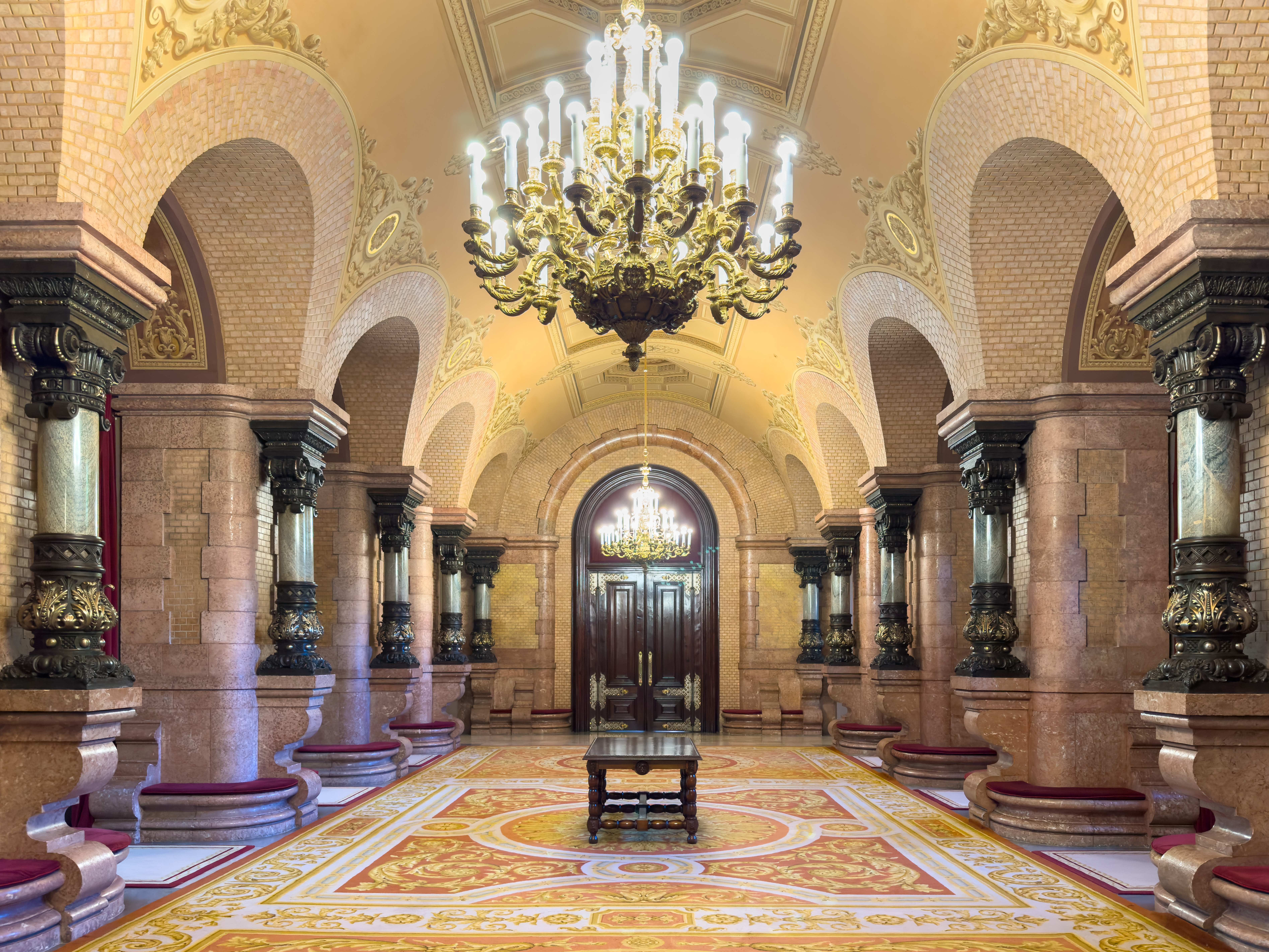
Saló Rosa de passos perduts
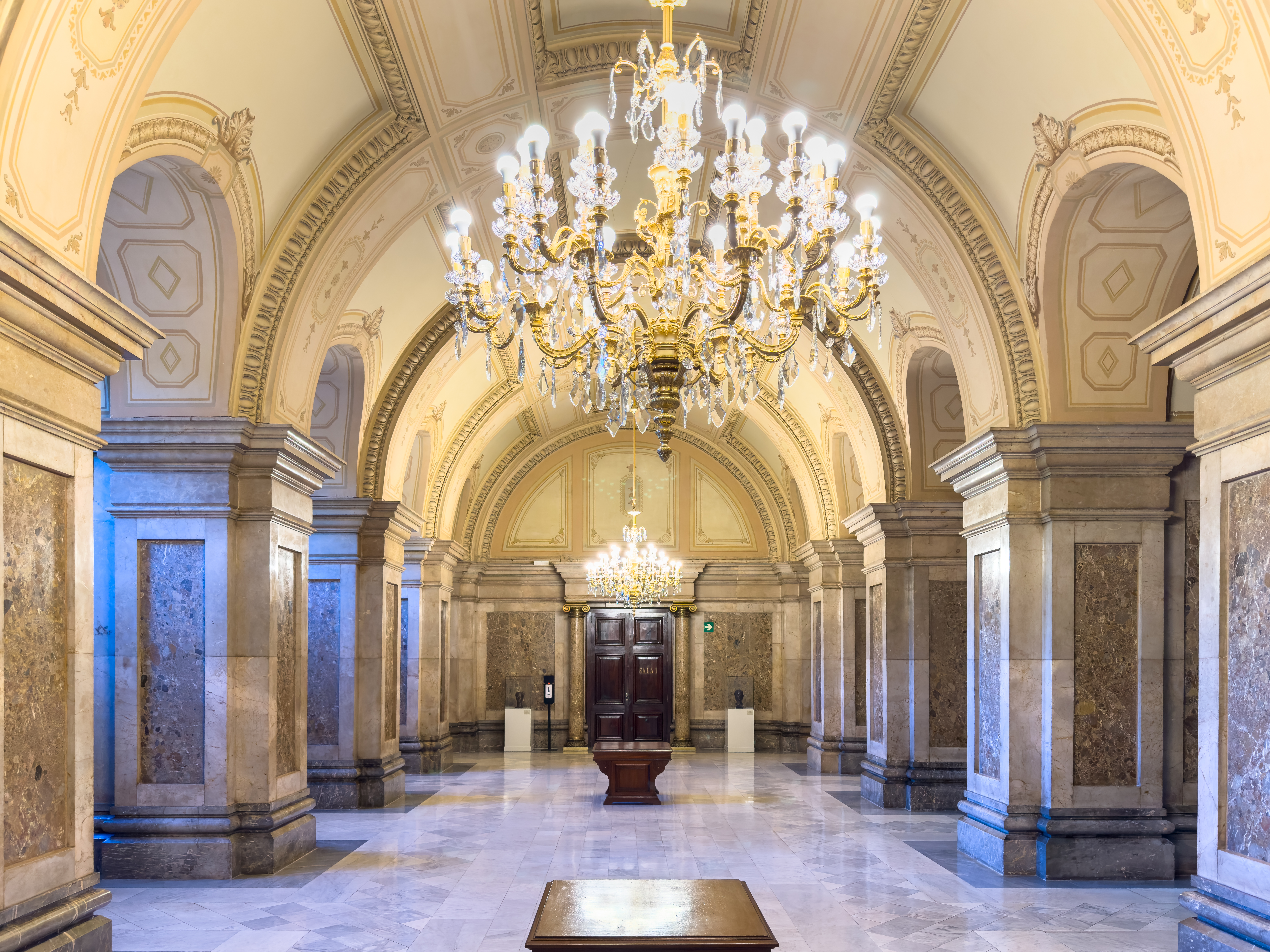
Saló Gris de passos perduts
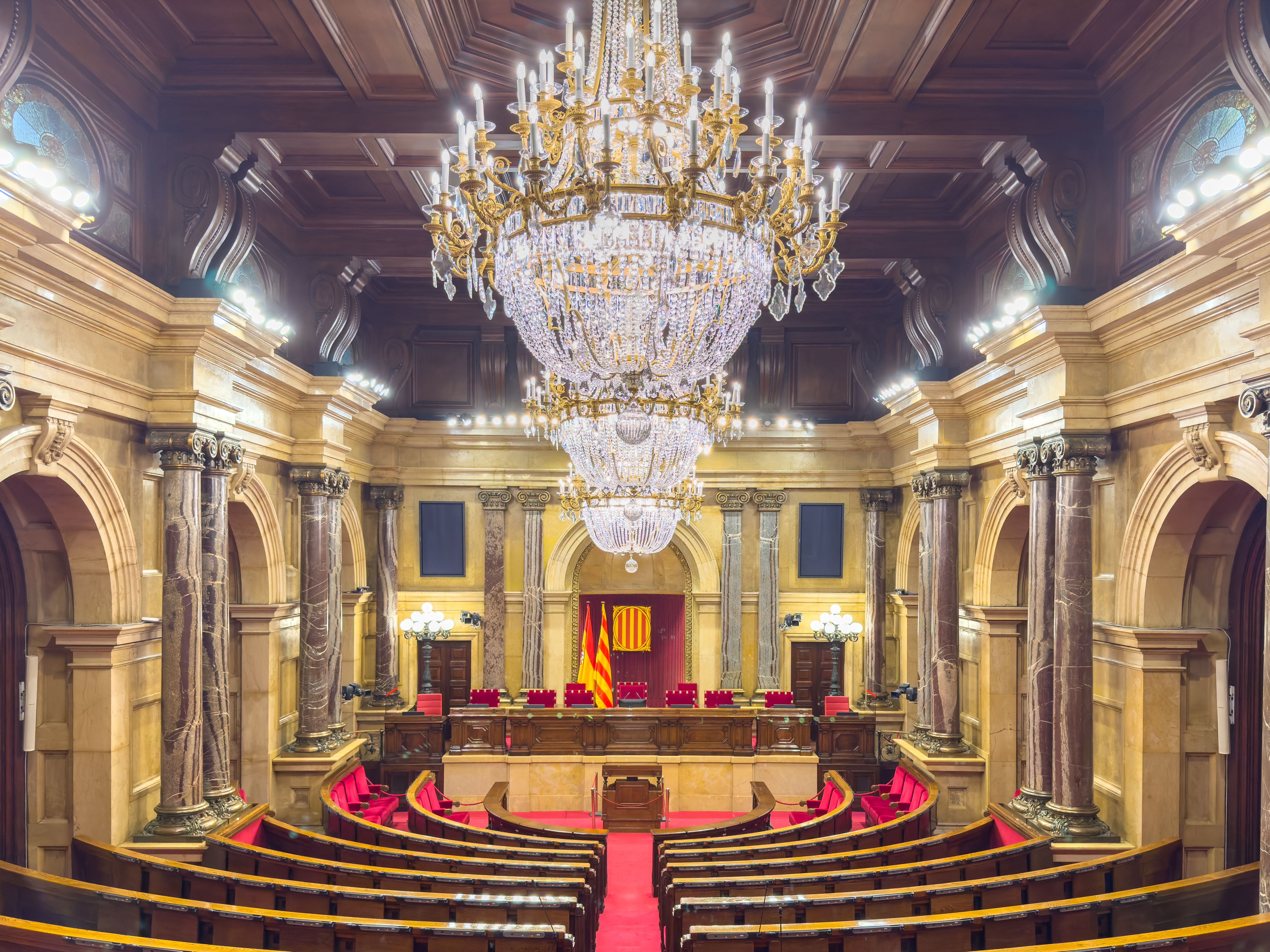
Hemicicle on tenen lloc els plens